# Strandfotboll vid europeiska spelen 2019
Strandfotboll vid europeiska spelen 2019 avgjordes mellan 25 och 29 juni 2019. Åtta landslag deltog i turneringen som arrangerades för herrar.

## Deltagande lag
Vitryssland kvalificerade sig automatiskt som värdland medan de resterande platserna togs av lagen som placerade sig bäst i Euro Beach Soccer League 2018.
| Herrar                                                                           |
| -------------------------------------------------------------------------------- |
| Italien · Portugal · Rumänien · Ryssland · Schweiz · Spanien · Ukraina · Belarus |

## Medaljsummering
| Strandfotboll       | Guld     | Silver  | Brons   |
| Herrarnas turnering | Portugal | Spanien | Schweiz |

## Medaljtabell
| Pl.    | Nation   | Guld | Silver | Brons | Totalt |
| ------ | -------- | ---- | ------ | ----- | ------ |
| 1      | Portugal | 1    | 0      | 0     | 1      |
| 2      | Spanien  | 0    | 1      | 0     | 1      |
| 3      | Schweiz  | 0    | 0      | 1     | 1      |
| Totalt | Totalt   | 1    | 1      | 1     | 3      |